# Guvid gigant
Guvidul gigant sau guvidul cu capul mare (Gobius cobitis) este un pește marin, din familia gobiide, care trăiește pe fund printre pietre, ierburi marine din zonele de litoral, delimitate de maree și în lacuri cu apă salmastră. Ocazional semnalat și în ape dulci. Este răspândit în estul oceanului Atlantic, Marea Mediterană și Marea Neagră. Prezența acestei specii pe litoralul românesc este nesigură.